# Campaña de Miller a los puertos intermedios
La campaña de Miller a los puertos intermedios fue una acción diversiva realizada por un destacamento del ejército libertador del general José de San Martín en mayo de 1821.

## Antecedentes
En marzo de 1821, el general José de San Martín, en ese entonces estacionado al norte de Lima tras su desembarco en Paracas, autorizó al almirante Thomas Cochrane, cuya flota dominaba las costas, la conducción de una expedición militar al sur peruano en ese entonces bajo control realista.

## Desarrollo de las acciones
Esta fuerza se componía de 500 infantes del batallón Nº 4 de Chile y 100 soldados de caballería al mando del teniente coronel Guillermo Miller. El 13 de marzo la expedición zarpó del puerto de Huacho (al norte de Lima) y conducida por Cochrane al sur desembarcó en Pisco en la noche del 21 del mismo mes. Dos días después las tropas independentistas habían ocupado la importante hacienda de Caucato y todo el valle de Chincha. Enterado el virrey despachó inmediatamente hacia la zona al comandante Andrés García Camba con 200 soldados de caballería pero al llegar al lugar las tropas a su mando se vieron afectadas por las calenturas estacionales propias de la región y que igualmente causaron importantes bajas en el ejército independentista. En tan solo un mes la fuerza de Miller había tenido 28 muertos y 180 enfermos por este mal, el mismo enfermó y hubo de ser transportado a sus buques. Similar era la situación en el campo realista donde también cayó enfermo el comandante García Camba. Privados ambos jefes del mando de sus tropas sus segundos sostuvieron una serie de escaramuzas menores pero manteniendo fundamentalmente una mutua posición defensiva.
Viendo que ningún provecho obtenía permaneciendo en tan insalubre lugar al cual sus hombres no estaban acostumbrados Miller ordenó el reembarque general llevando consigo 100 negros liberados de las haciendas de la zona que le sirvieron para cubrir las bajas que había tenido. De las hacendados realistas obtuvieron también 6.000 duros en metálico, 500 botijas de afamado aguardiente de pisco, 1.000 cargas de azúcar y otras tantas de tabaco. Tras remitir a Huacho a sus enfermos más graves Miller continuó al sur esta vez con dirección al puerto de Arica, donde Cochrane intimó rendición al gobernador realista pero este que contaba con 300 soldados y 6 cañones como guarnición se negó a ello. Cochrane intentó entonces desembarcar en la zona sur de Arica durante la noche y tras muchos trabajos y peligros sus hombres lograron saltar a tierra en una zona de peñascos y principios y teniendo las municiones mojadas por el fuerte oleaje. Ante el temor de ser sorprendidos en esa condición por las tropas realistas optaron por regresar a los buques. La madrugada confirmó sus sospechas pues en las alturas de los acantilados se encontraban parapetados los soldados realistas. Un nuevo intento de desembarco al norte la noche siguiente tampoco tuvo éxito. Durante este tiempo el gobernador de Arica había ordenado que los caudales del puerto fueran transportados al interior, de lo cual se percató Miller al ver que una numerosa columna de bestias de carga abandonaba el puerto.

Bandera del regimiento "Independientes de Tacna" de Miller.

No deseando desaprovechar la oportunidad Miller desembarcó esta vez en Sama, algo más al norte de Arica seguidamente avanzó rápidamente a la ciudad de Tacna donde formó una columna peruana con dos compañías de infantería realista, pasados ahora como partidarios de la independencia, aumentada con paisanos de Tacna hasta formar un batallón, a la cual entregó una bandera azul con un sol en el centro como distintivo del flamante regimiento "Independientes de Tacna". Esta fue una de las primeras enseñas en reunir a los peruanos decididos por la independencia, entre estos se encontraba el teniente coronel Bernardo Landa quien por su conocimiento de la geografía de la región daría valiosos servicios durante las siguientes acciones. Al tener noticia de estos hechos la guarnición de Arica se retiró del puerto el cual fue ocupado por un grupo de marineros de la escuadra de Cochrane al mando del capitán británico Wilkinson. Seguidamente se capturó 120.000 duros y seis barras de plata así como también gran cantidad de mercancías que se guardaban en los almacenes. 
Ante esta situación el general realista Juan Ramírez Orozco, comandante general del ejército del Alto Perú, ordenó que fueran desplazados con urgencia refuerzos de los batallones Gerona y del Centro estacionados en las ciudades de Oruro y La Paz, los cuales debían reunirse con el coronel José Santos de la Hera quien marchaba ya de Arequipa con dos compañías de infantería y un escuadrón de caballería. Comprendiendo lo delicado de su situación Miller abandonó Tacna con 310 infantes, 70 granaderos a caballo y 60 voluntarios tacneños a caballo con los cuales avanzó resueltamente sobre la columna del coronel José Santos de la Hera antes que pudiera recibir refuerzos a quien derrotó completamente en el combate de Mirave el 22 de mayo. 
El armisticio de Punchauca daría fin a las operaciones militares, al no recibir refuerzos y haber logrado los realistas reunir a sus tropas Miller hubo de abandonar el sur para unirse en Lima al ejército de San Martín el 22 de julio.
El 28 de julio luego de ser ocupada la capital del virreinato, por el por el ejército de San Martín, sería proclamada formalmente la Independencia del Perú, sin embargo el nuevo giro estratégico de los realistas, combatiendo desde el Cuzco, a través de su línea de operaciones interior, les permitiría en adelante mantenerse victoriosos hasta 1824.